# هوارد إيرل جونستون
هوارد إيرل جونستون هو سياسي كندي، ولد في 13 يونيو 1928، وتوفي في 5 يونيو 2001. حزبياً، نشط في الحزب الكندي التقدمي المحافظ. وقد انتخب عضو مجلس العموم الكندي.